# Dichtblütige Händelwurz

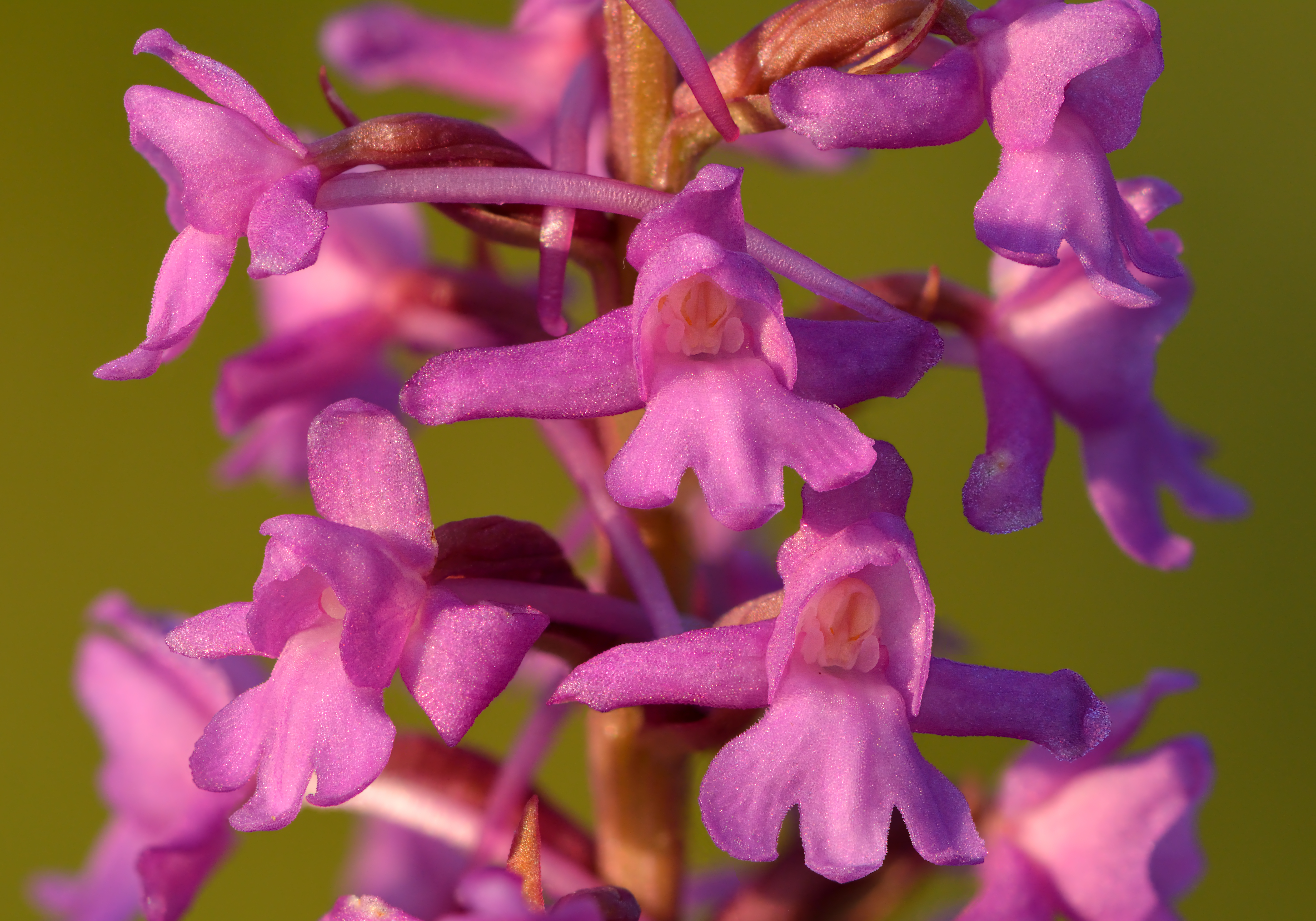
Blüten

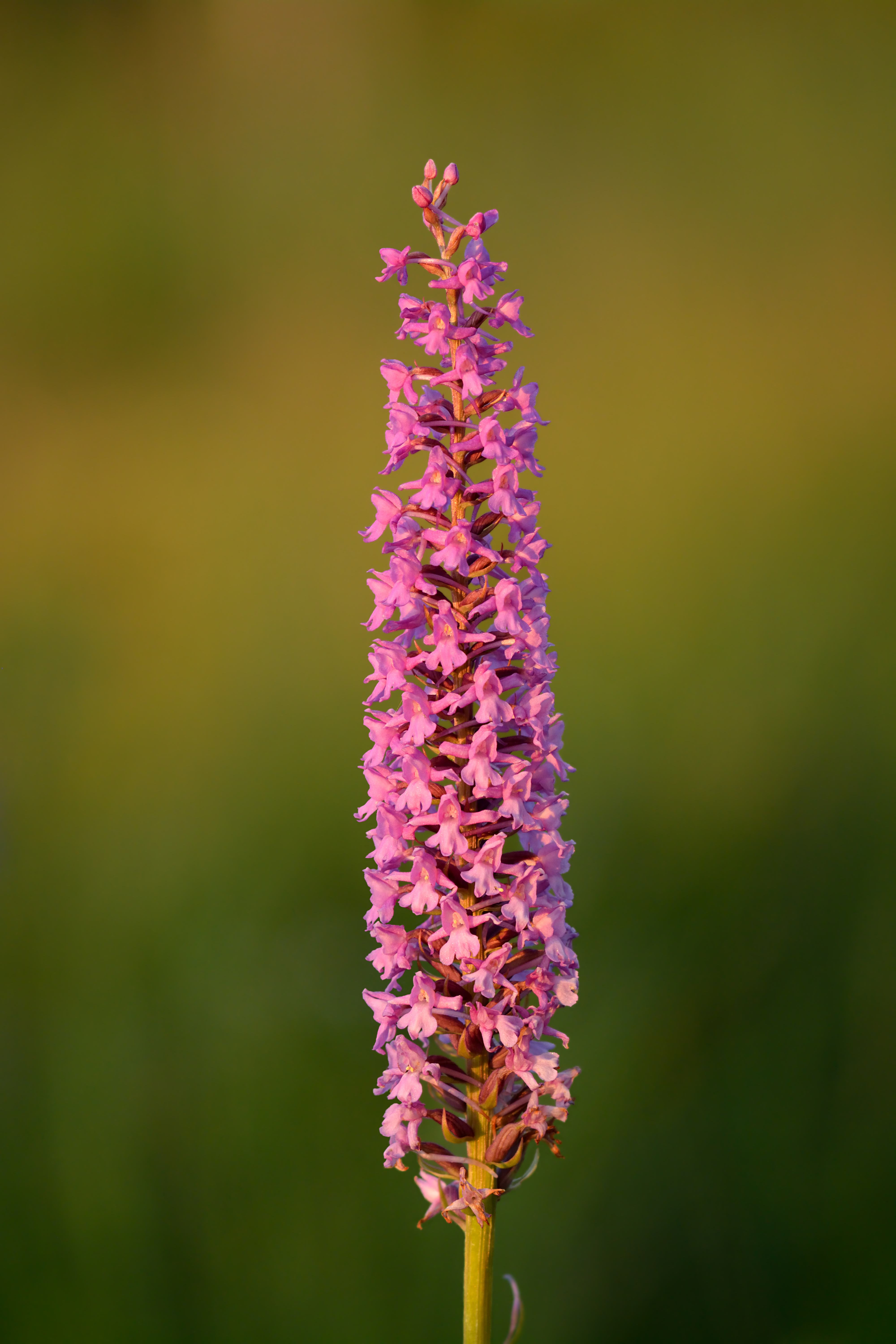
Blütenstand

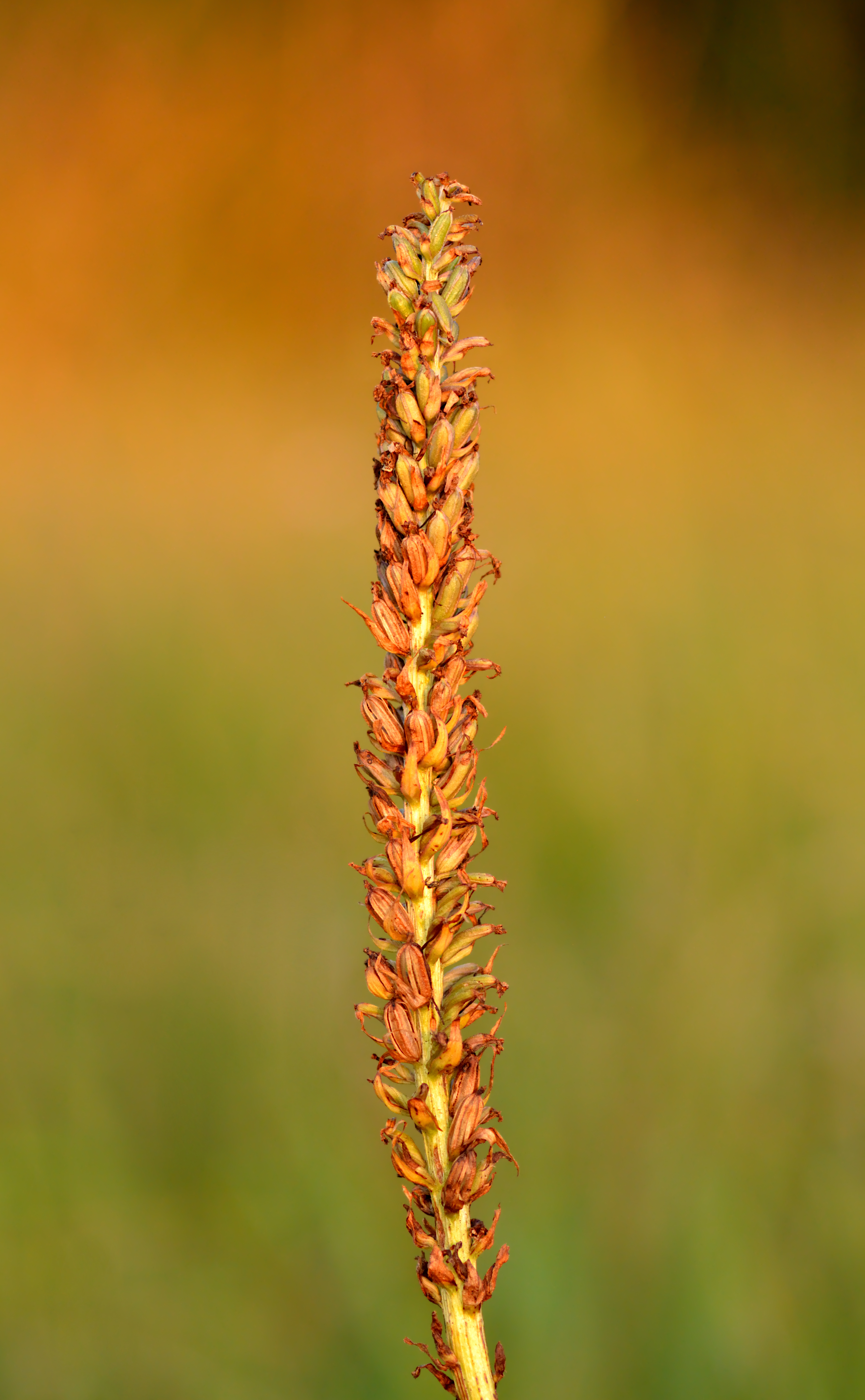
Fruchtstand

Die Dichtblütige Händelwurz (auch Dichtblütige Große Händelwurz, Dichtblütige Mücken-Händelwurz), wissenschaftlicher Name Gymnadenia densiflora, ist eine taxonomisch umstrittene Pflanzenart aus der Familie der Orchideen mit Verbreitung in Europa. Sie wird von vielen Botanikern als eigenständige Art aufgefasst, andere sehen in der Pflanzensippe eine Unterart oder eine Varietät der sehr ähnlichen Mücken-Händelwurz (Gymnadenia conopsea).

## Merkmale
Die Dichtblütige Händelwurz ist eine ausdauernde krautige Pflanze und erreicht Wuchshöhen von (40 –) 54–82 (– 100) Zentimetern. Die Knollen dieses Knollen-Geophyten sind wie bei allen verwandten Sippen dick, abgeplattet, zweispaltig, mit handförmig geteilten, kurzen Lappen. Der Spross ist steif aufrecht wachsend, im Querschnitt rund, manchmal oberwärts mit zwei Längskielen. Die Laubblätter sitzen zweizeilig, gehäuft im unteren Drittel, oberhalb davon oft noch zwei rudimentäre Blätter mit Blattscheiden. Sie sind linealisch, dunkelgrün und auf der Unterseite gekielt. Die untersten Blätter besitzen eine Blattscheide, die oberen näher zum Blütenstand sind meist scheidenlos. Die unteren Blätter erreichen etwa 20 (16 bis 25, selten etwas darunter oder darüber) Millimeter Breite und sind damit merklich breiter als diejenigen von Gymnadenia conopsea s. str.
Der Blütenstand ist im Umriss zylindrisch, er ist reich- und dichtblütig, etwa (5 –) 6–15 (– 24) Zentimeter lang, mit etwa 42 bis weit über hundert Einzelblüten. Die Blüten sind rosa bis hell purpurn gefärbt, sie duften angenehm nach Klee oder Flieder, ihr Duft ist merklich ausgeprägter als bei Gymnadenia conopsea s. str., beide sind biochemisch unterscheidbar, obwohl Bestäuber sie nach derzeitiger Kenntnis nicht differenzieren. Die Lippe ist deutlich dreilappig und erkennbar breiter als lang, die Seitenzipfel größer als der mittlere. Die äußeren Hüllblätter des Perianth stehen mehr oder weniger waagrecht. Der Sporn ist schlank, lang und gebogen, er erreicht ca. 8 bis 12 Millimeter Länge.
Die Art ist morphologisch weniger variabel als die vielgestaltige Gymnadenia conopsea und von dieser, je nach taxonomischer Auffassung, nicht immer verlässlich abgrenzbar, da die Merkmale teilweise überlappen, so dass die nach genetischen Markern abgegrenzte Sippe nicht immer mit den morphologisch unterschiedenen deckungsgleich ist. Bei einer Untersuchung zahlreicher europäischer Individuen, darunter auch deutscher, stimmten nur 77 Prozent der morphologisch angesprochenen Gymnadenia densiflora mit dem genetisch definierten Taxon überein. Damit ist eine sichere Bestimmung nach morphologischen Kennzeichen zumindest in Mitteleuropa derzeit nur eingeschränkt möglich.
Die Art ist merklich später blühend als typische Gymnadenia conopsea (von der allerdings auch spätblühende Sippen beschrieben worden sind, deren Zuordnung umstritten ist), sowohl in England wie im südlichen Mitteleuropa etwa von Ende Juni bis Mitte August. Hybride zwischen beiden werden selten angegeben, zum Beispiel aus einer Mischpopulation in Hampshire (England). Nach G.Parolly ist die Blütezeit rund 3 Wochen später als bei Gymnadenia conopsea.
Gymnadenia densiflora ist diploid, Chromosomenzahl 2n = 40. Im Gegensatz zu anderen Kleinarten aus der Sammelart Gymnadenia conopsea s. l. kommen tetraploide Pflanzen nicht vor.

## Verbreitung
Die Art kommt in fast ganz Europa, von Nord-Norwegen (Skandinavien) im Norden bis Italien im Süden, vor, sie wird nach Südosten hin häufiger. In Großbritannien ist sie verbreitet in England und Wales, in Schottland nur extrem selten. In Irland ist sie die häufigste Gymnadenia-Art. In Österreich ist die Art zerstreut bis selten, ihre Verbreitung in Deutschland ist unklar. Die Art ist in Deutschland durch die BArtSchV besonders geschützt.

## Standort
Die Art wächst bevorzugt in kalkreichen Sumpfgebieten, Quellmooren, Feuchtwiesen und Dünentälchen, sie kommt gelegentlich auch auf Torf oder auf kalkarmen, bodennassen Standorten vor. Sie bevorzugt voll besonnte Standorte. Im Gegensatz zu Gymnadenia conopsea s. str. kommt sie nur ausnahmsweise auf trockenen Standorten wie Kalkmagerrasen vor. In Österreich wird die Dichtblütige Händelwurz angegeben als selten auf quelligen Standorten in der submontanen bis montanen Höhenstufe.

## Phylogenie, Taxonomie, Systematik
Die Art wurde zuerst von Göran Wahlenberg im Jahr 1806 als Orchis densiflora beschrieben, wurde dann aber, seit 1835, lange Zeit als Varietät von Gymnadenia conopsea aufgefasst (Gymnadenia conopsea (L.) R.Br. var. densiflora (Wahlenberg) Lindley). Schon 1839 kombinierte Albert Gottfried Dietrich sie, im Artrang, als Gymnadenia densiflora. Zahlreiche Botaniker betrachten sie aber, bis heute, nicht als eigenständige Art, sondern als Unterart einer weit gefassten Sammelart Gymnadenia conopsea, dann Gymnadenia conopsea (L.) R.Br. subsp. densiflora (Wahlenb.) K.Richter genannt. 
Schon seit langer Zeit war Botanikern aufgefallen, dass innerhalb der Mücken-Händelwurz etliche, auch morphologisch unterscheidbare, Lokalsippen, existieren, es bestand aber keine Einigkeit über deren Abgrenzung und Status. Seit etwa 20 Jahren ergaben dann genetische Analysen, dass Gymnadenia densiflora und Gymnadenia conopsea vermutlich keine Schwesterarten sind, und dass beide Sippen genetisch ebenso verschieden sind wie etwa die, seit langem morphologisch unterschiedene, Wohlriechende Händelwurz (Gymnadenia odoratissima) (Ergebnisse zusammengefasst in Bateman und Kollegen 2018). Seitdem überwiegt die Auffassung, es handele sich um getrennte Arten. Da das Schwestergruppenverhältnis und die Abgrenzung beider Sippen aber bis heute umstritten sind, besteht über die Einstufung keine Einigkeit, zumindest ein Experte (Pierre Delforge) betrachtet sie weiterhin als Varietät, einige andere als Unterart.
Unklar ist auch der Status von einer Sippe kalkreicher Dünentälchen der Nordseeküste, die als Gymnadenia densiflora (Wahlenb.) A.Dietr. var. friesica (Schltr.) L.Lewis bezeichnet wird.